# Tennis de table aux Jeux asiatiques de 2022
Pour un article plus général, voir Jeux asiatiques de 2022.
Navigation
Édition précédente
Le tennis de table aux Jeux asiatiques de 2022 a lieu au Gymnase du parc sportif du canal Gongshu, à Gongshu, en Chine, du 22 septembre au 2 octobre.
Sept épreuves sont au programme avec un maximum de 174 joueurs asiatiques pouvant se qualifier : 44 athlètes pour le simple messieurs et 39 athlètes pour le simple dame, 36 paires pour les doubles messieurs, 32 paires pour les doubles dames et 35 paires pour les doubles mixtes.

## Médaillés

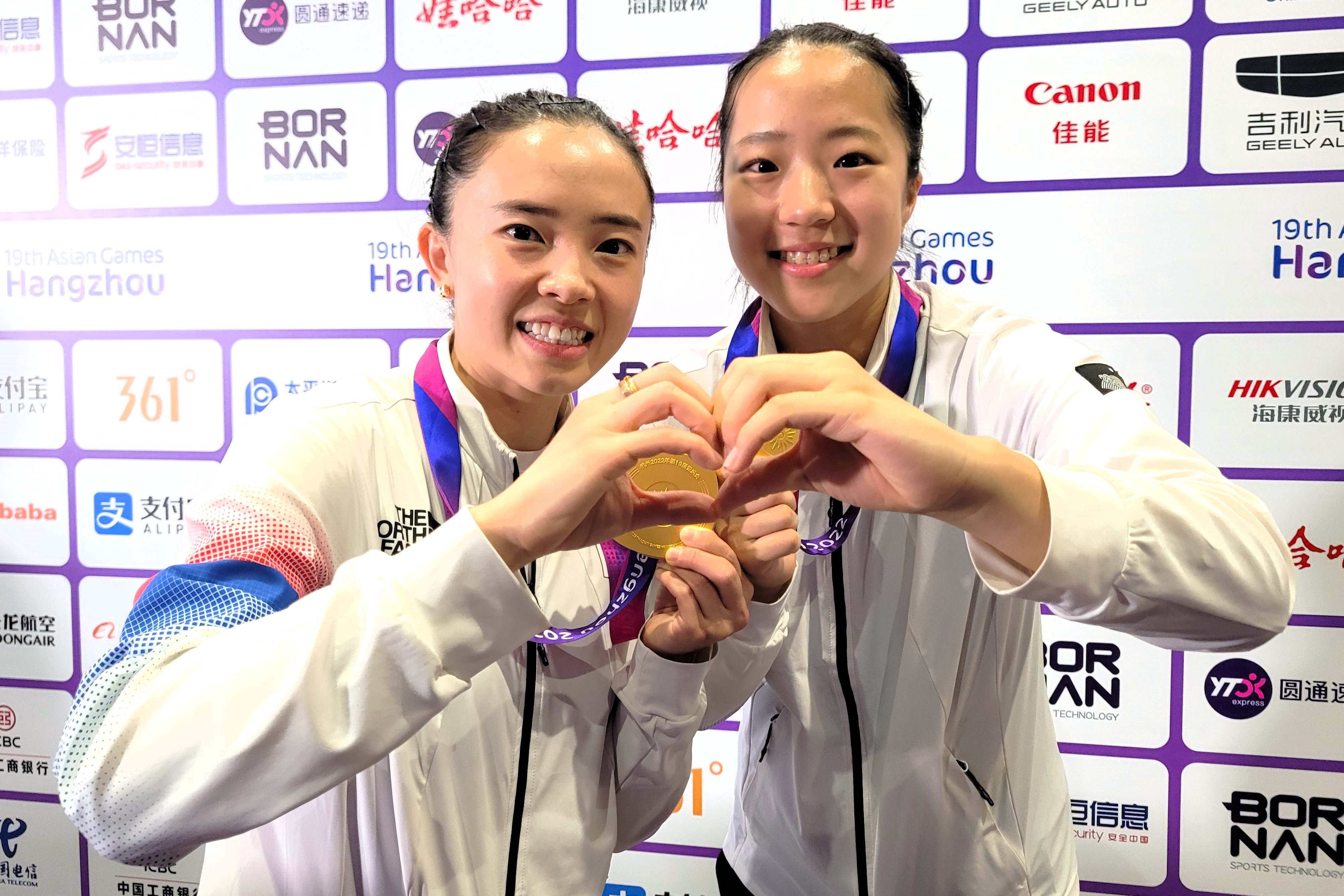
Jeon Ji-hee (à gauche) et Shin Yu-bin (à droite) après leur victoire du tournoi en double dames.

| Épreuve               | Or                                                                        | Argent                                                                                   | Bronze |
| --------------------- | ------------------------------------------------------------------------- | ---------------------------------------------------------------------------------------- | --- |
| Simple messieurs      | Wang Chuqin (CHN)                                                         | Fan Zhendong (CHN)                                                                       | Jang Woo-jin (KOR) Wong Chun Ting (HKG) |
| Simple dames          | Sun Yingsha (CHN)                                                         | Hina Hayata (JPN)                                                                        | Wang Yidi (CHN) Shin Yu-bin (KOR) |
| Par équipes messieurs | Chine- Wang Chuqin - Fan Zhendong - Lin Gaoyuan - Ma Long - Liang Jingkun | Corée du Sud- Lim Jong-hoon - Jang Woo-jin - An Jae-hyun - Oh Jun-sung - Park Gang-hyeon | Iran- Noshad Alamian - Nima Alamian - Seyedamirhossein Hodaei Taipei chinois- Lin Yun-ju - Chuang Chih-Yuan - Huang Yan-Cheng - Liao Cheng-Ting - Peng Wang-Wei                                          |
| Par équipes dames     | Chine- Sun Yingsha - Chen Meng - Wang Manyu - Wang Yidi - Chen Xingtong   | Japon- Hina Hayata - Miu Hirano - Miwa Harimoto - Miyuu Kihara - Miyu Nagasaki           | Thaïlande- Suthasini Sawettabut - Orawan Paranang - Jinnipa Sawettabut - Wanwisa Aueawiriyayothin - Tamolwan Khetkhuan Corée du Sud- Shin Yu-bin - Jeon Ji-hee - Suh Hyo-won - Yang Ha-eun - Lee Eun-hye |
| Double messieurs      | Chine- Wang Chuqin - Fan Zhendong                                         | Corée du Sud- Lim Jong-hoon - Jang Woo-jin                                               | Iran- Nima Alamian - Noshad Alamian Taipei chinois- Lin Yun-ju - Chuan Chih-yuan |
| Double dames          | Corée du Sud- Jeon Ji-hee - Shin Yu-bin                                   | Corée du Nord- Cha Su-yong - Pak Su-gyong                                                | Inde- Sutirtha Mukherjee - Ayhika Mukherjee Japon- Miyuu Kihara - Miwa Harimoto |
| Double mixte          | Chine- Wang Chuqin - Sun Yingsha                                          | Chine- Lin Gaoyuan - Wang Yidi                                                           | Corée du Sud- Jang Woo-jin - Jeon Ji-hee Corée du Sud- Lim Jong-hoon - Shin Yu-bin |

## Tableau des médailles
- Pays organisateur (Chine)

| Rang  | Nation         | Or | Argent | Bronze | Total |
| ----- | -------------- | -- | ------ | ------ | ----- |
| 1     | Chine          | 6  | 2      | 1      | 9     |
| 2     | Corée du Sud   | 1  | 2      | 5      | 8     |
| 3     | Japon          | 0  | 2      | 1      | 3     |
| 4     | Corée du Nord  | 0  | 1      | 0      | 1     |
| 5     | Taipei chinois | 0  | 0      | 2      | 2     |
| 5     | Iran           | 0  | 0      | 2      | 2     |
| 7     | Hong Kong      | 0  | 0      | 1      | 1     |
| 7     | Inde           | 0  | 0      | 1      | 1     |
| 7     | Thaïlande      | 0  | 0      | 1      | 1     |
| Total | Total          | 7  | 7      | 14     | 28    |